# Vándorkiállítók Társasága

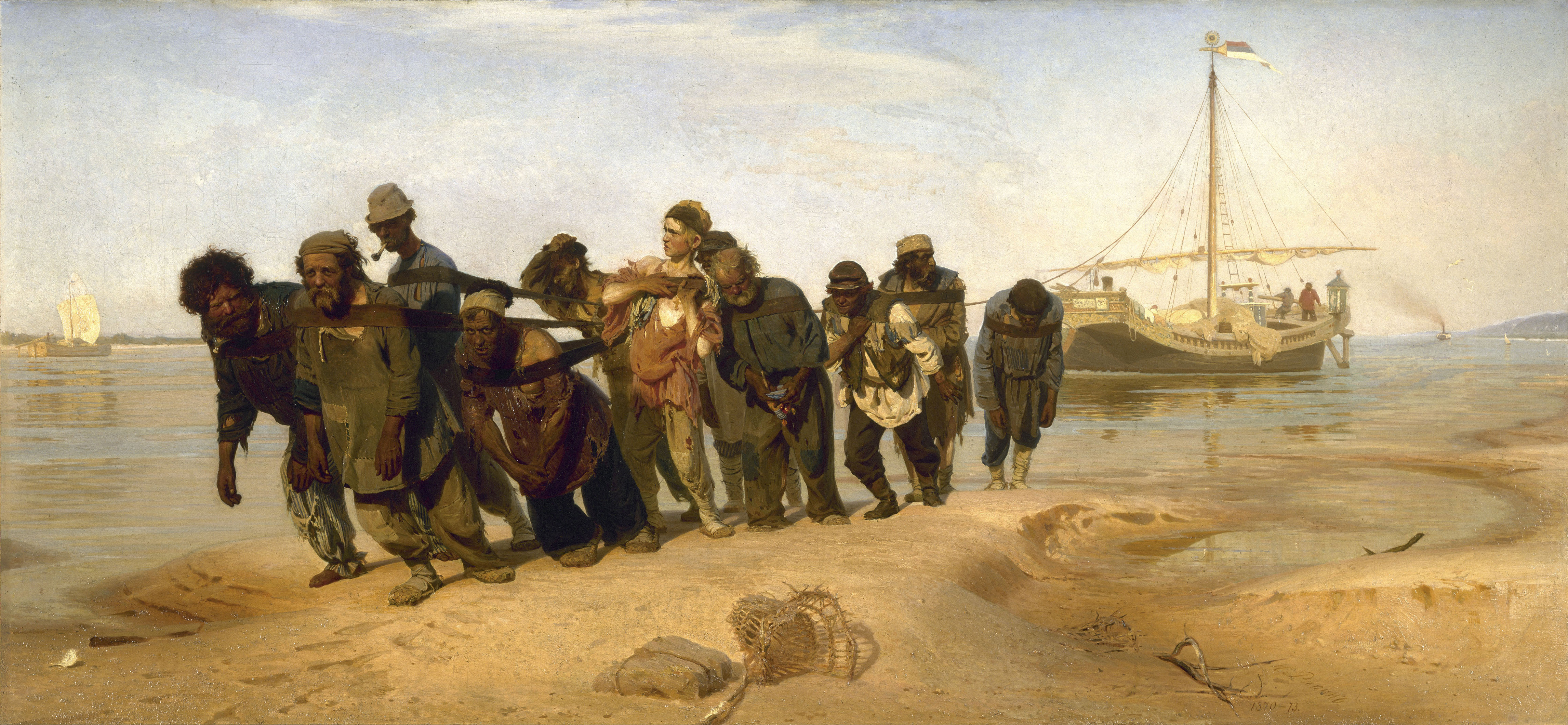
Ilja Repin: Hajóvontatók a Volgán, 1870–1873

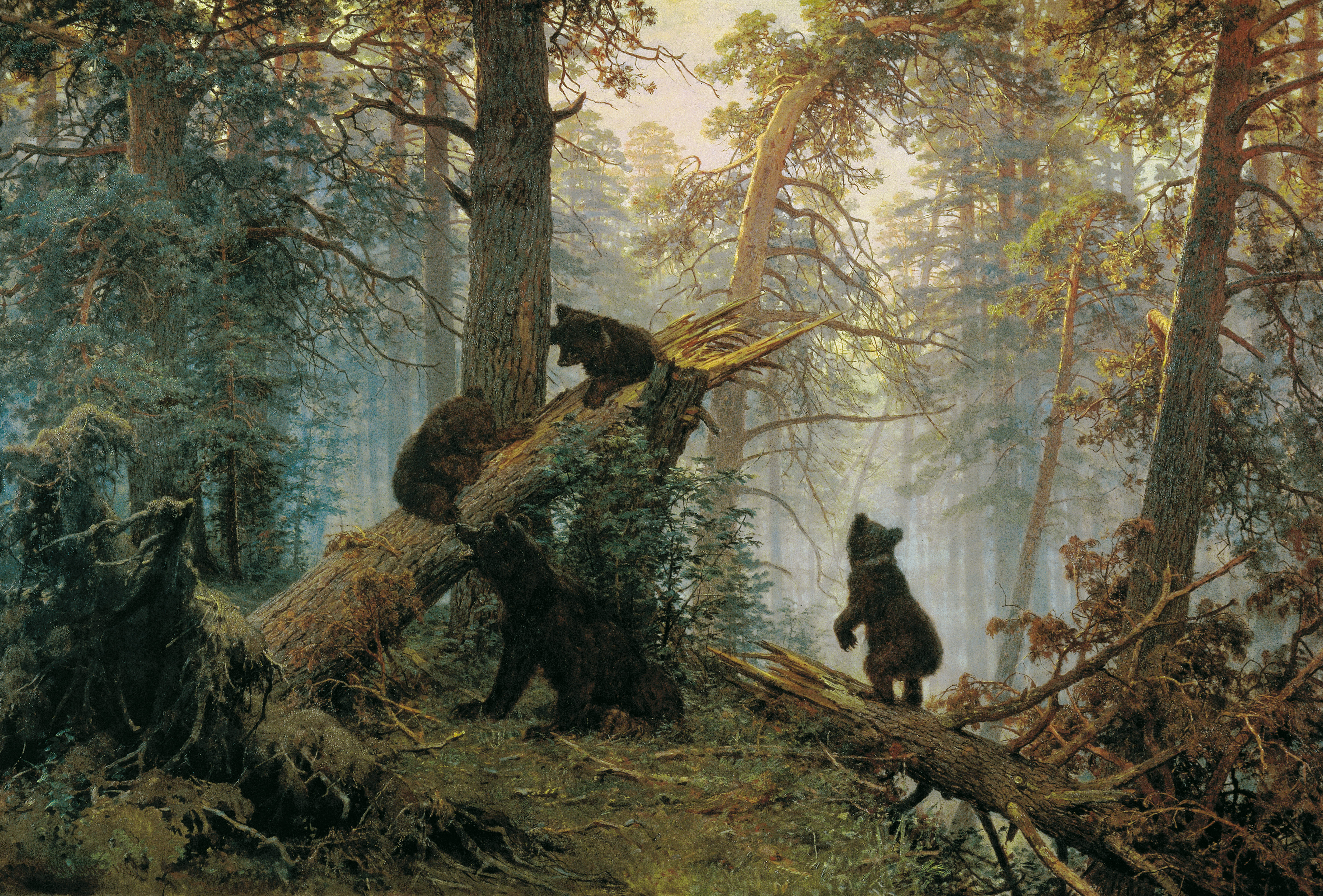
Ivan Siskin és Konsztantyin Szavickij: Reggel a fenyvesben, 1878

A Vándorkiállítók Társasága, vagy Vándorkiállítási Társaság (oroszul: Товарищество передвижных художественных выставок röviden передвижники, ejtsd: peredvizsnyiki), a 19. század második felében orosz realista képzőművészekből, leginkább festőkből alakult művészcsoport, melyet az akadémikus művészet merevségével szakítani kívánó törekvés hívott életre.

## Története
1863-ban tizennégy művészhallgató elhagyta a szentpétervári Cári Művészeti Akadémiát, miután megtagadták a megadott tárgyú vizsgafeladat  megfestését. A hallgatók korlátozónak találták az akadémia oktatási módszereit, szabályait, a tanárok konzervatívak voltak, és szigorúan elkülönítették a magas és az "alacsony" (populáris) művészetet. Mivel a kilépéssel műhelyeiket is el kellett hagyniuk, érdekeiket és megélhetésüket védendő, a hallgatók Ivan Kramszkoj vezetésével önálló művészeti társulást hoztak létre: ez lett a Művészi Szövetkezet (oroszul: Артель художников). 1870-ben nagyrészt ebből a csoportból alakult a Vándorkiállítók Társasága. Tagjai között voltak korábbi akadémisták és tanárok, már befutott művészek is; nemesi és paraszti származású egyaránt, s nem csak Oroszországból: pl. ukrán, lett és örmény művész is. Az első kiállítást 1871 novemberében rendezték Szentpéterváron. Ennek sikere biztosította népszerűségüket. 1871 és 1923 között 48 vándorkiállítást rendeztek Szentpéterváron és Moszkvában, majd Kijevben, Harkovban, Kazanyban, Orjolban, Rigában, Odesszában és más városokban.
Céljuk volt, hogy az orosz nép, az egyszerű vidéki emberek számára a művészet eredményei elérhetőek, követhetőek legyenek és megtanítsák az embereket a művészet megbecsülésére. Pavel Mihajlovics Tretyjakov pénzügyi támogatásának köszönhetően a társaság megőrizte az állami támogatásoktól való függetlenségét és a művészetet, amely a moszkvai és szentpétervári emberek korabeli életét mutatta be, a vidéki közönséghez vitte, ezzel decentralizálni is próbálták a művészeti életet.

## Művészeti programja
Ivan Kramszkoj volt a csoport igazi szellemi atyja. Művészeti koncepciója Nyikolaj Csernisevszkij elméletét veszi át. Szerinte a művészetnek értelmeznie kell a valóságot, meg kell magyaráznia. Célja, hogy hozzájáruljon az ember boldogságához, feltárva számára életének értelmét. Ebben az haszonelvű jövőképben a mű tartalma fontosabb, mint a formája. Anélkül, hogy szélsőséges vagy forradalmi következtetéseket vonnának le, a Vándorkiállítók úgy vélik, hogy a művészetnek az emberek szolgálatában kell állnia.
Festményeikkel a társadalmi élet különböző színtereit ábrázolták, gyakran kritikusan az egyenlőtlenségekkel és igazságtalanságokkal. De művészetük nemcsak a szegénységet, hanem a népi életmód szépségét is megmutatta, nemcsak a szenvedést, hanem a karakterek bátorságát és erejét is. Empátiával ábrázolták a korabeli társadalmi változásokat és mozgalmakat.
Képeiken a természetes életet és az embereknek a környezetükhöz való viszonyát ábrázolták. A kritikus Vlagyimir Sztaszov munkája fontos volt a társaság művészetének fejlődése szempontjából. 1882-ben kijelentette, hogy a csoport fő elve a „nacionalizmus és a realizmus”. Sztaszov szenvedélyesen ellenezte a 19. század első felének orosz művészetének provinciális és utánzó jellegét, és arról álmodozott, hogy az orosz művészet méltó helyet foglal el az európai művészetben.

## Jellemző műfajok

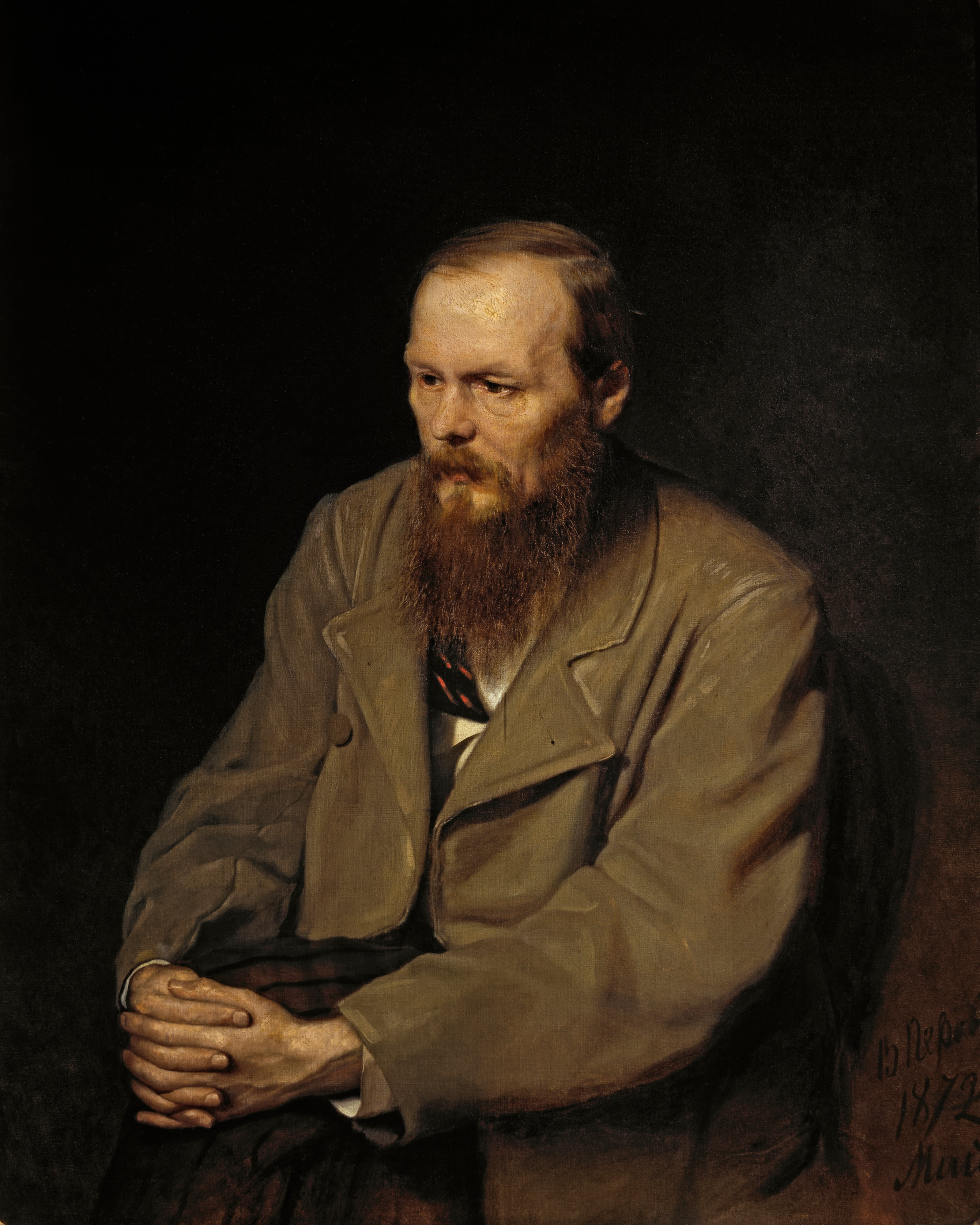
Perov: F. M. Dosztojevszkij portréja, 1872

### Portréfestészet
A portré a legbiztosabb módja annak, hogy a művész pénzt keressen, a többi témát nehezebb eladni. A cári család tagjai is megrendeléseket adnak, és a magas rangú méltóságok utánozzák őket. A gyűjtők, például a Tretyjakov testvérek, a fejükbe vették, hogy megfesttetik a korabeli híres emberek: tudósok, művészek, írók portréit. Ivan Kramszkoj, Nyikolaj Ge, Vaszilij Perov, Ilja Repin valósítja meg ezeket. 

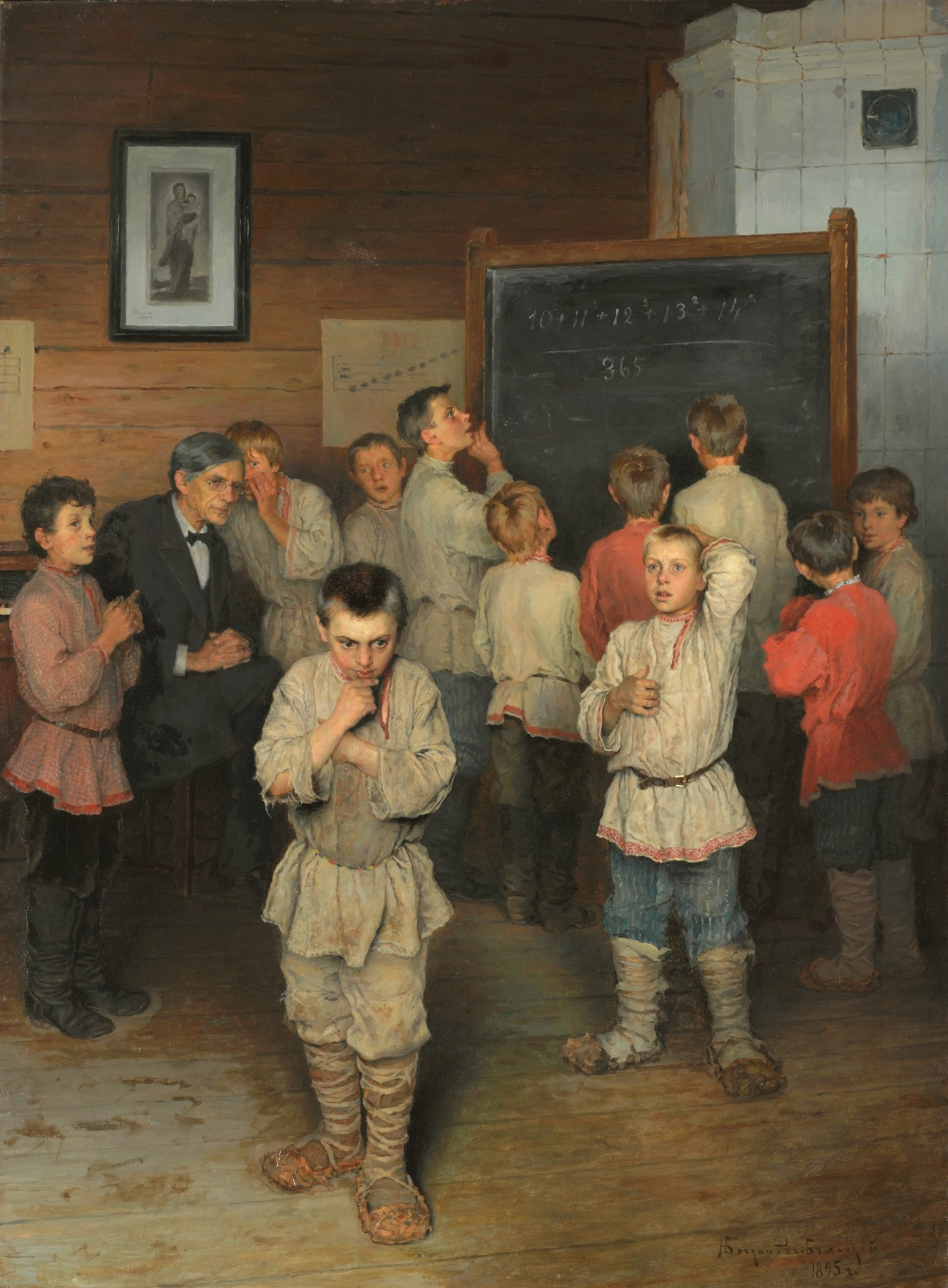
Bogdanov-Belszkij: Fejszámolás Racsinszkij iskolájában, 1895

### Zsánerképek
A társaság képviselői megpróbálnak hű képet alkotni az orosz nép mindennapi életéről. Két kategóriát lehet megkülönböztetni: egyfelől a "szórakoztatókat", humoros vagy szentimentális anekdoták megjelenítőit (pl. Bogdanov-Belszkij: Fejszámolás Racsinszkij iskolájában, Prjanyisnyikov: Tréfálkozók a moszkvai fogadóban), másrészt "igazságtevőket", akik bemutatják az orosz társadalom problémáit és állást foglalnak a reformok szükségességéről. Vaszilij Perov a második csoportba tartozott, gyakori témája a nép nyomora, a gyermekmunka. (pl. Falusi temetés, A vízbefúlt nő, Trojka)

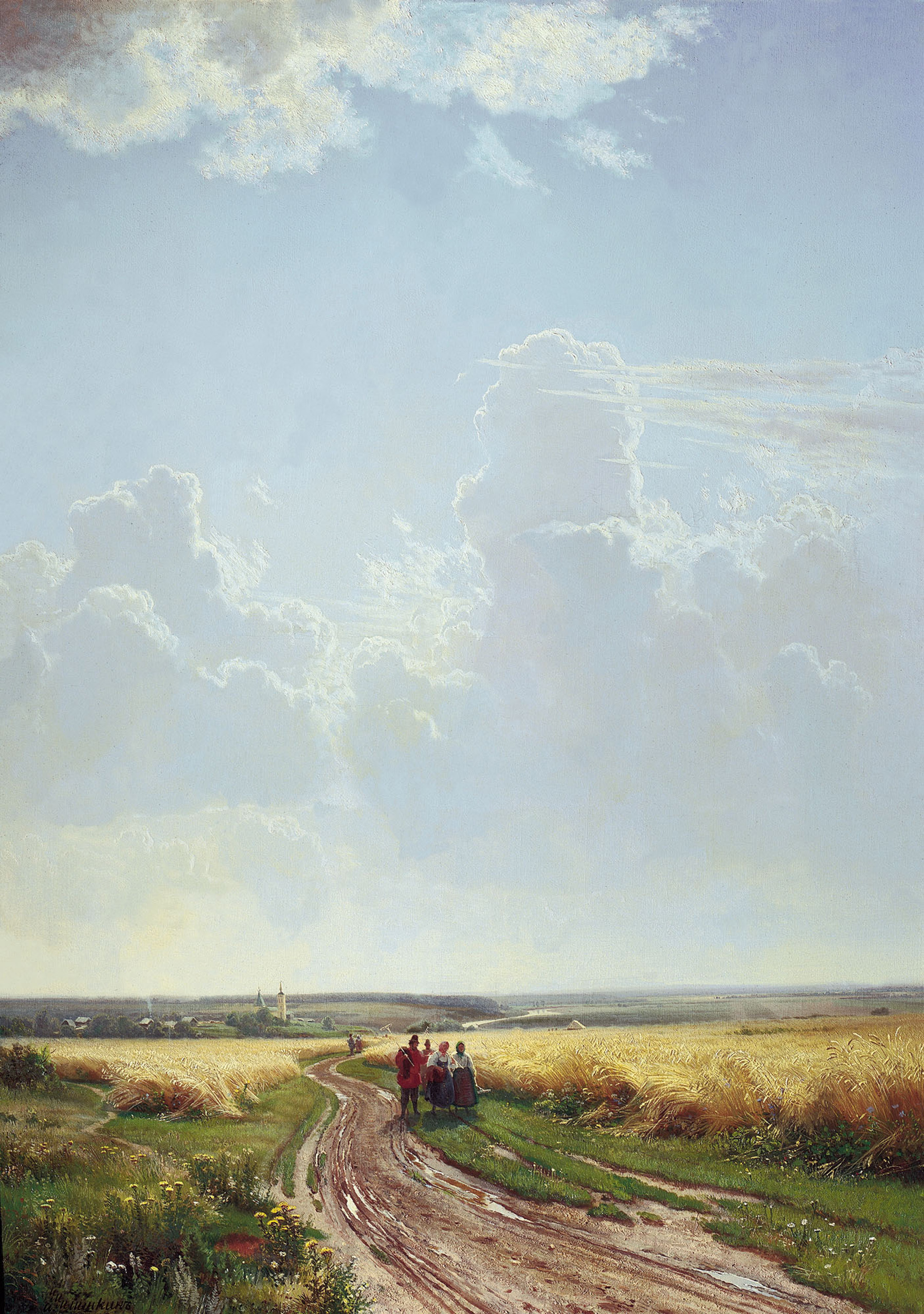
Siskin: Délben - Moszkva környékén, 1869

### A tájkép mint a Vándorkiállítók legnépszerűbb műfaja
A tájképfestés az 1870-es és 1880-as években virágzott. A társaság tagjai leginkább tájképeket festettek. Néhányan, mint Polenov, plein air technikát alkalmaztak. Siskin és Levitan csak Oroszország tájait festette. Siskint máig az "orosz erdő énekesének" tartják, míg Levitan tájai intenzív hangulatukról híresek. Az orosz táj nemzeti ikon lett a társaság működése révén.

### Történelmi témák

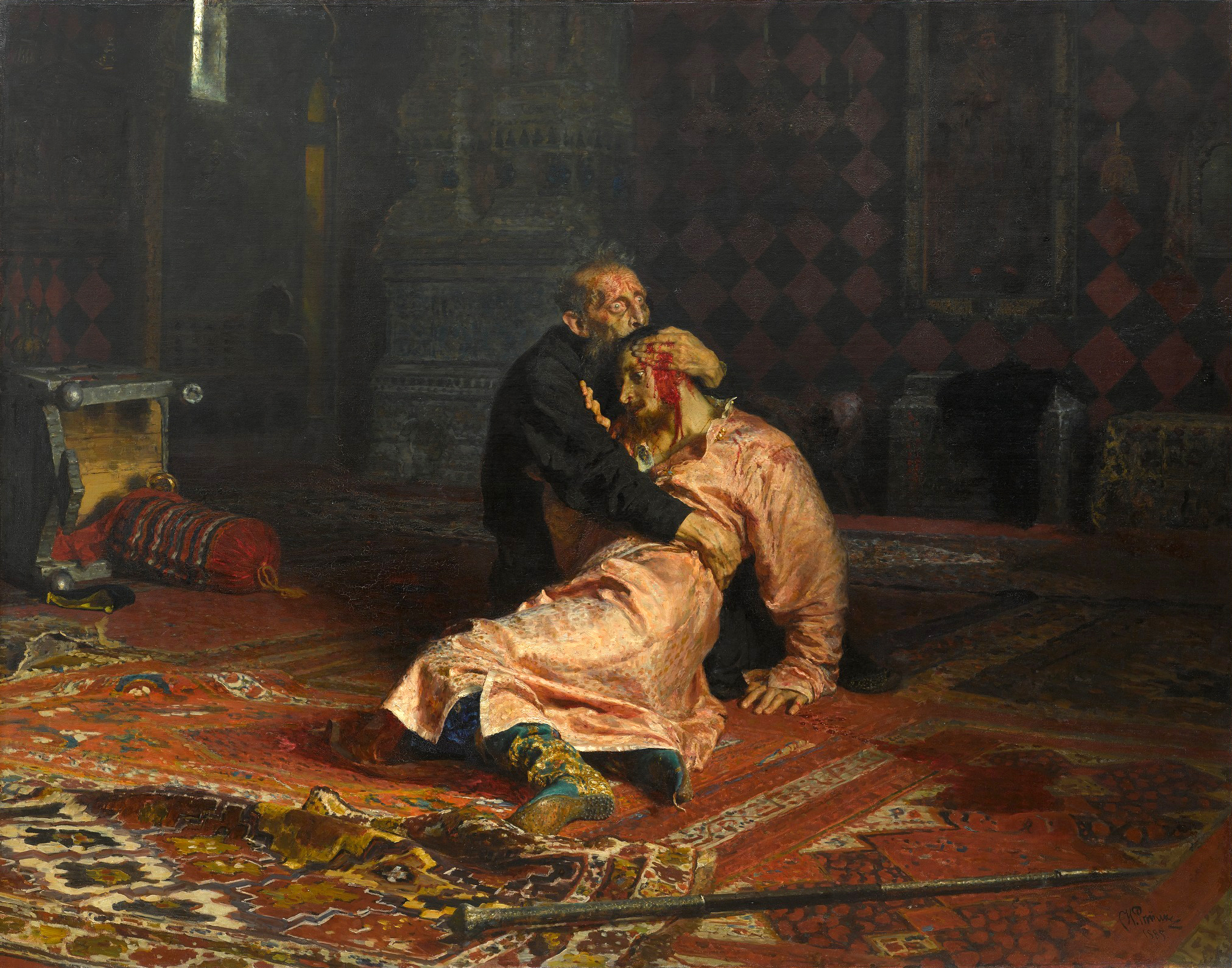
Repin: Rettegett Iván és fia, 1885

Leghíresebb művelője Ilja Repin volt (pl. A zaporizzsjai kozákok levelet írnak IV. Mehmed szultánnak, Rettegett Iván és fia), de Szurikov (A sztrelecek kivégzésének reggele) és később Verescsagin is csatajeleneteivel szintén ezen témák felé fordult, melyek alkalmasak Oroszország történelmi nagyságát ábrázolni.

### Vallásos festészet
Az ortodox kereszténység mélyen megérinti az orosz értelmiséget. Nyikolaj Bergyajev szerint az orosz lázadásában hű marad vallásához. Kramszkoj, Nyikolaj Ge, Repin is kifejezték vallási érzékenységüket. Az a Krisztus, akit ábrázolnak, már nem a fenséges Krisztus, az ikonok Pantokrátora, hanem a fájdalomtól szenvedő elárult, kigúnyolt ember (pl. Kramszkoj: Krisztus a sivatagban, Ge: Mi az igazság? Krisztus és Pilátus, Az utolsó vacsora). Tolsztoj szerint Ge azzal találta meg a kereszténység valódi kulcsát, hogy humanizálta Jézus Krisztust. Repin a vallást tartotta a művészet mozgatórugójának, mert ettől származnak a legmagasabb eszmék. Legismertebb festményeit azonban nem a vallás inspirálta, kivéve a Húsvéti körmenet a Kurszki kormányzóságban c. képét, amely azonban inkább az 1880-as évek „átfogó festménye az emberek életéről”.

### A társadalom realista ábrázolása(wd)
Csernisevszkij szerint a művészet szerepe a valóság hű bemutatása, beleértve az egyenlőtlenségeket és társadalom hibáit. A valóság gyakran felzaklató durvaságát meg kell mutatni az embereknek, hogy az visszatetszést keltsen. Nem az a legjobb, aki a legjobban fest, hanem az, aki átélhetően bemutatja a visszaéléseket, a gazdagok korrupcióját, a papok és a parasztok részegességét. Szavickij hősként mutat be egy munkáscsoportot festményén (Vasútjavító munkálatok).

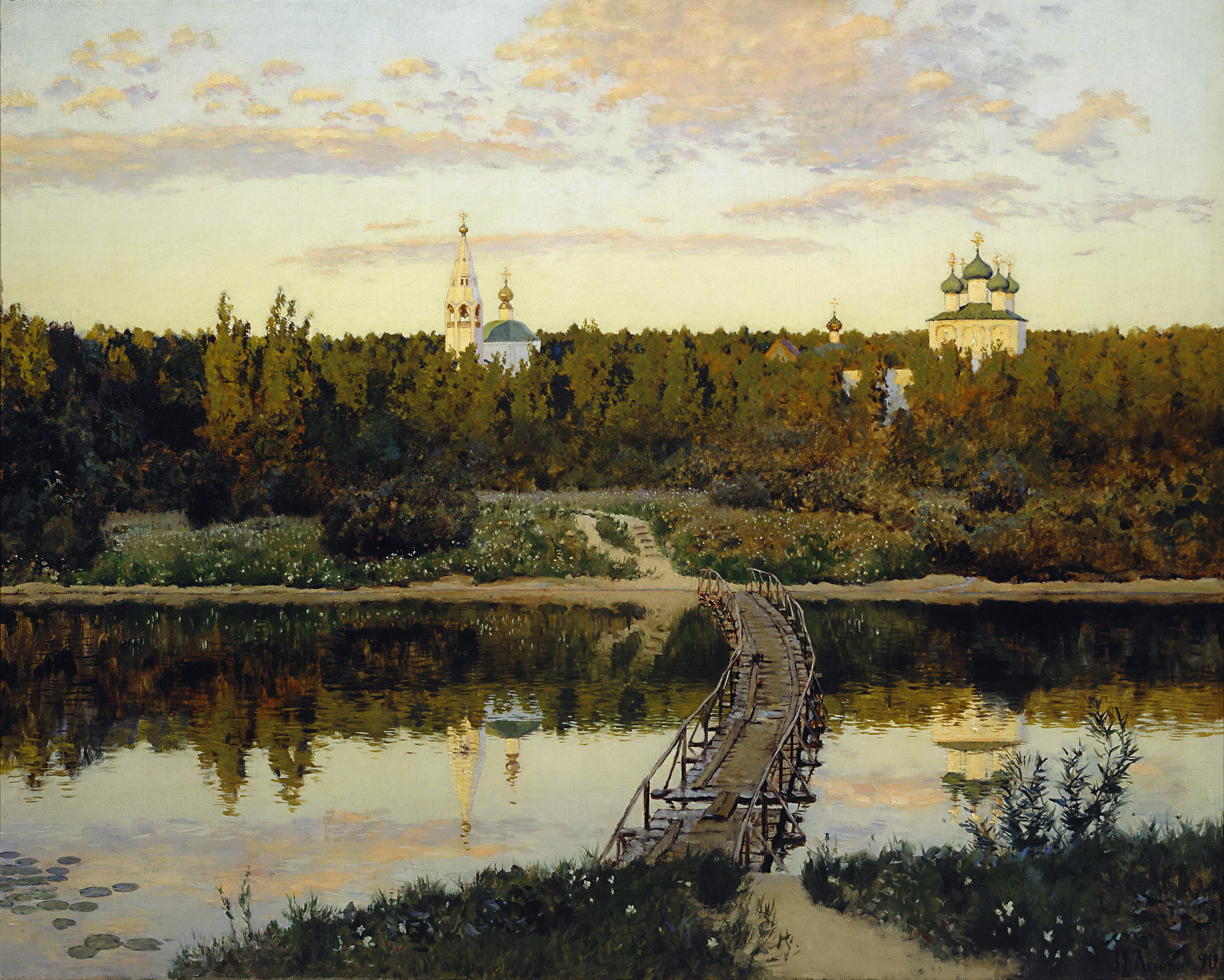
Levitan: Csendes kolostor, 1890
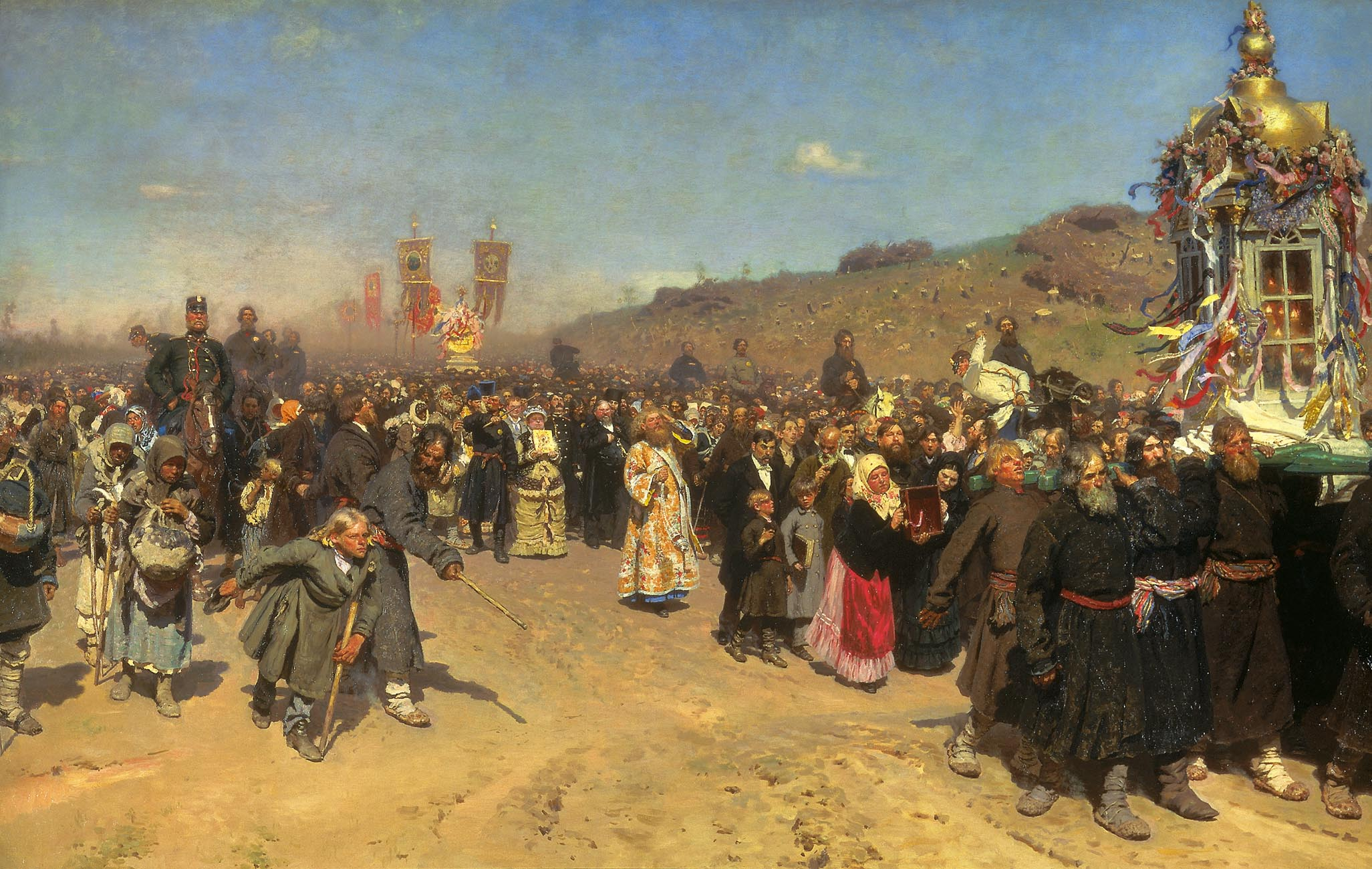
Repin: Húsvéti körmenet a Kurszki kormányzóságban, 1880-1883
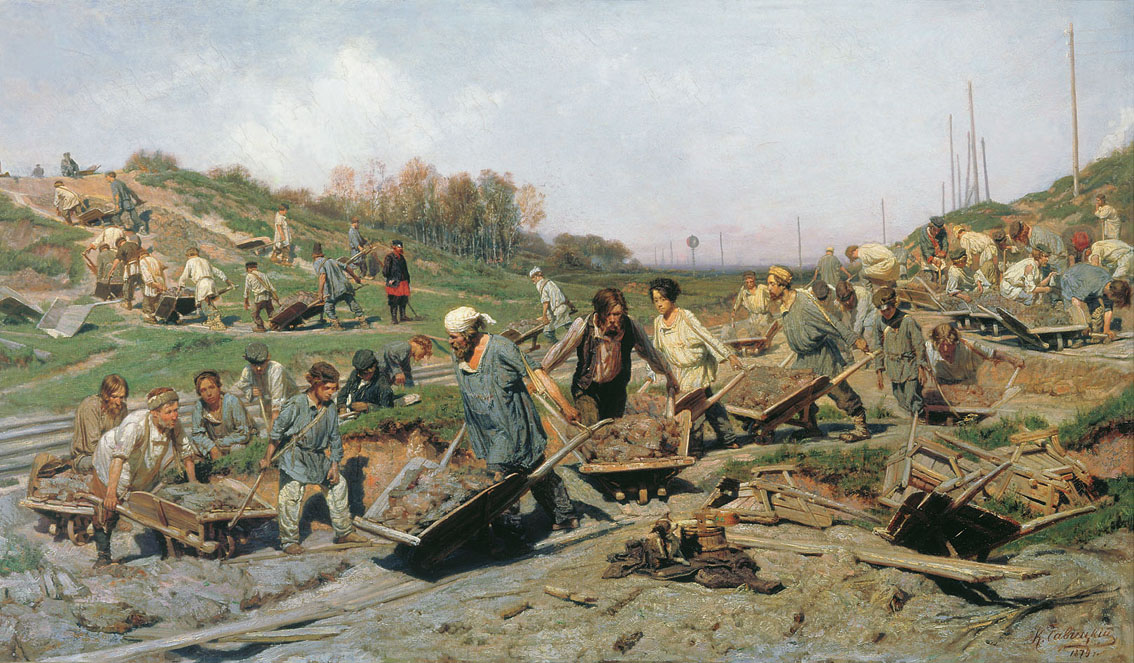
Szavickij: Vasútjavító munkálatok, 1874
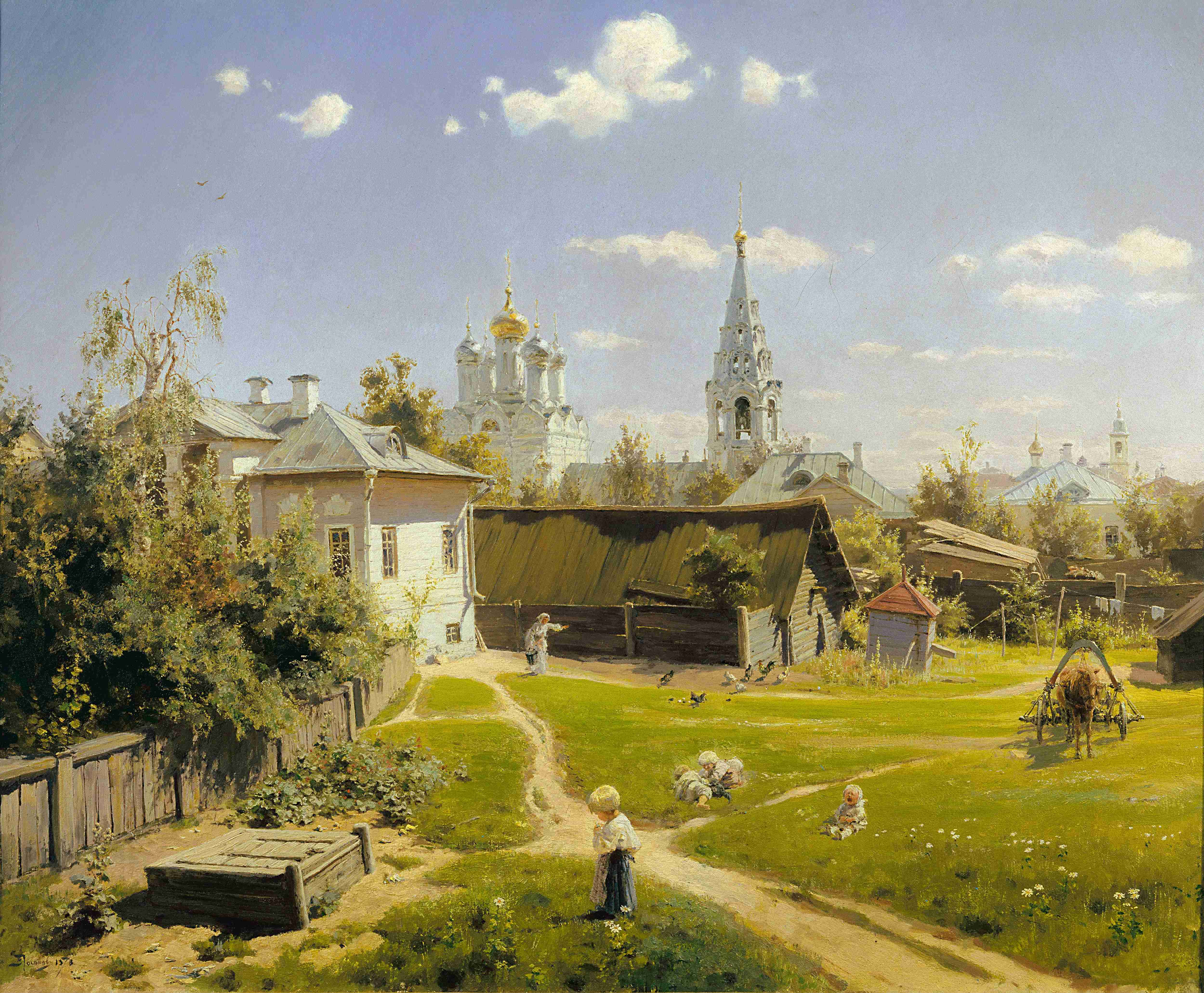
Polenov: Moszkvai udvar, 1878
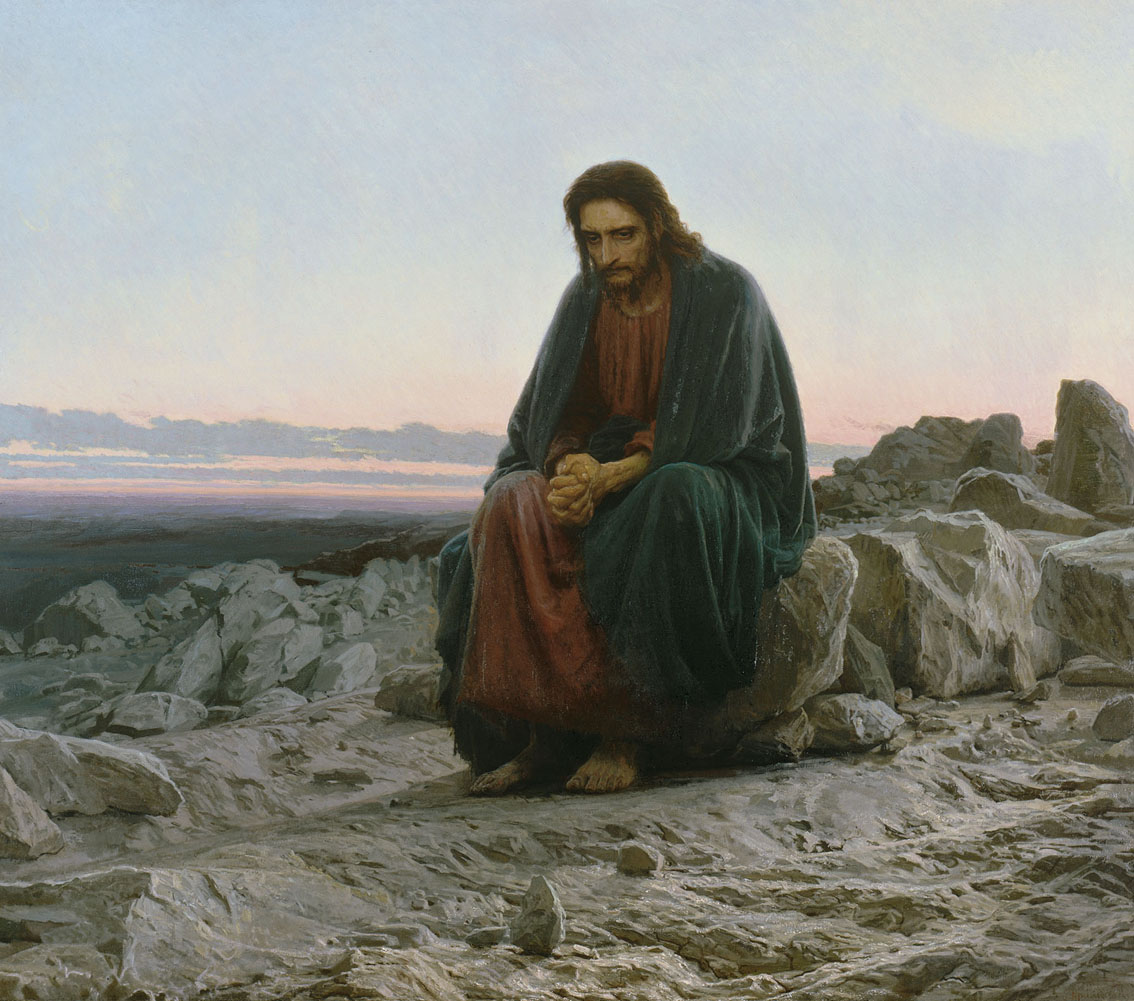
Kramszkoj: Krisztus a sivatagban, 1872

## A reprodukciók szerepe
Annak ellenére, hogy az évek során a vidékről érkező látogatók száma nőtt, a fő közönség a városi elit volt. A helyi fotósok elkészítették Vándorkiállítók festményeinek reprodukcióit, amelyek elősegítették a művek népszerűsítését és kiállításokon is megvásárolhatók voltak. A Nyiva magazin illusztrált cikkeket is közölt a kiállításokról. 1898 óta ezen tájképeket használják a képeslapokhoz. Különféle verseskötetek jelentek meg e tájképekkel illusztrálva. Akkoriban az átlag orosz emberek nem engedhették meg maguknak, hogy Moszkvába vagy Szentpétervárra menjenek, ezért az orosz művészet népszerűsítése számos remekművel ismertette meg őket. A kiadók még most is ezeket a képeket használják a nemzeti identitás vizuális ikonjaként.

## A kreativitás hanyatlása
Amint a társaság tekintélye és társadalmi befolyása folyamatosan növekedett, a hatóságok leállították a tagok visszaszorítására irányuló erőfeszítéseiket. Sikereiktől elkápráztatva a társadalmi eszmék javát szolgáló műveikben elhanyagolták az esztétikai szempontot. Belső konfliktusok mellett technikai és esztétikai hiányosságaik is hozzájárulnak a társaság hanyatlásához a 19. század végén. A társaság igazgatósága végül konzervatív politikát kezdett folytatni, nem igazán ösztönözve a fiatal művészeket a részvételre. Egyre több anekdotát, moralizmust részesítenek előnyben. A művészet demokratizálódása a népi stílusból a falusi stílusba ereszkedett. Az 1890-es évekre a Vándorkiállítók művészete is bekerült a Művészeti Akadémiába, a művészek hatása megmutatkozott a nemzeti művészeti iskolákban. Körülbelül harminc évig uralták az orosz művészeti életet. De amikor más iskoláknak kell utat engedniük, hatásuk nem szűnik meg, és újra megjelennek Szovjet-Oroszországban, amikor meghatározták a szocreál kánonjait.

## Tagok

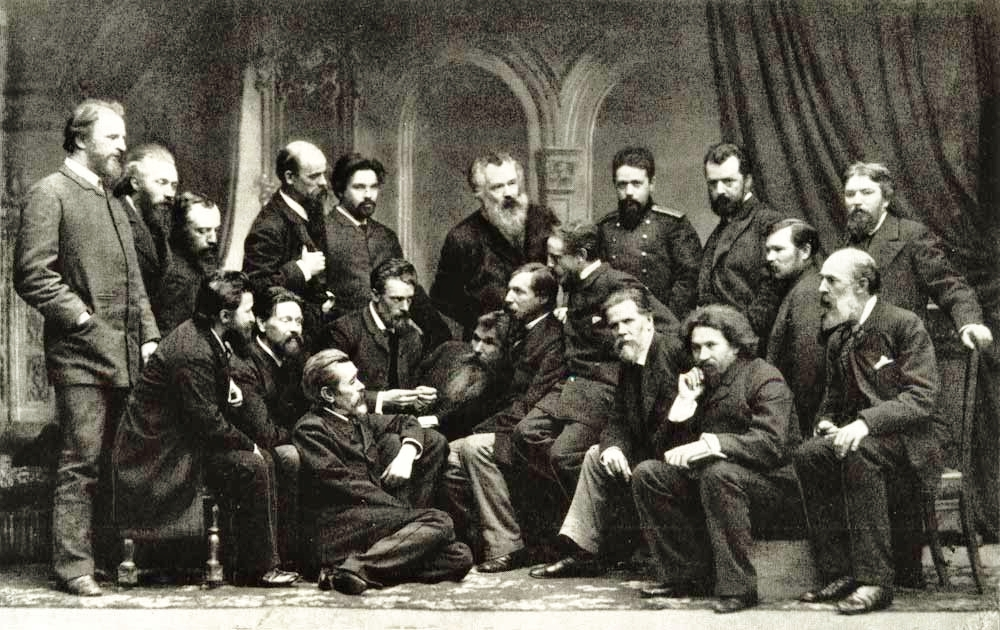
A Vándorkiállítók Társasága 1885-ben (balról jobbra): Grigorij Mjaszojedov, Konsztantyin Szavickij, Vaszilij Polenov, Szergej Ammoszov, Alekszandr Kiszeljov, Jefim Volkov, Nyikolaj Nyevrev, Vaszilij Szurikov, Vlagyimir Makovszkij, Alekszandr Litovcsenko, Ivan Siskin, Kirill Lemoh, Ivan Nyikolajevics Kramszkoj, Nyikolai Jarosenko, Ilja Repin, Pavel Brullov, Ivanov (a szövetkezet vezetője), Nyikolaj Makovszkij, Alekszandr Beggrov

A Vándorkiállítók Társasága tagjai voltak többek között:
- Abram Arhipov
- Ivan Bogdanov
- Nyikolaj Bogdanov-Belszkij
- Pavel Brjullov
- Nyikolaj Ge
- Kārlis Hūns
- Nyikolaj Jarosenko
- Nyikolaj Kaszatkin
- Alekszandr Kiszeljov
- Ivan Kramszkoj
- Arhip Kuindzsi
- Iszaak Levitan
- Rafail Levickij
- Vlagyimir Makovszkij
- Vaszilij Makszimov
- Grigorij Mjaszojedov
- Leonyid Paszternak
- Vaszilij Perov
- Vaszilij Polenov
- Illarion Prjanyisnyikov
- Ilja Repin
- Andrej Rjabuskin
- Antonyina Rzsevszkaja
- Konsztantyin Szavickij
- Alekszej Szavraszov
- Valentyin Szerov
- Emilija Sanksz
- Ivan Siskin
- Alekszej Sztyepanov
- Vaszilij Szurikov
- Apollinarij Vasznyecov
- Viktor Vasznyecov

## Fordítás
Ez a szócikk részben vagy egészben  a   Peredvizhniki című angol Wikipédia-szócikk ezen változatának fordításán alapul.  Az eredeti cikk szerkesztőit annak laptörténete sorolja fel. Ez a jelzés csupán a megfogalmazás eredetét és a szerzői jogokat jelzi, nem szolgál a cikkben szereplő információk forrásmegjelöléseként.
Ez a szócikk részben vagy egészben  az   Ambulants című francia Wikipédia-szócikk ezen változatának fordításán alapul.  Az eredeti cikk szerkesztőit annak laptörténete sorolja fel. Ez a jelzés csupán a megfogalmazás eredetét és a szerzői jogokat jelzi, nem szolgál a cikkben szereplő információk forrásmegjelöléseként.